# Coilia neglecta
Coilia neglecta är en fiskart som beskrevs av Whitehead, 1967. Coilia neglecta ingår i släktet Coilia och familjen Engraulidae. IUCN kategoriserar arten globalt som livskraftig. Inga underarter finns listade i Catalogue of Life.